# Comuna Siomakî, Hmilnîk
Siomakî (în ucraineană Сьомаки) este o comună în raionul Hmilnîk, regiunea Vinnița, Ucraina, formată din satele Bilîi Rukav, Serbanivka și Siomakî (reședința).

## Demografie
Componența lingvistică a satului Siomakî
     Ucraineană (99,88%)
     Alte limbi (0,12%)
Conform recensământului din 2001, majoritatea populației satului Siomakî era vorbitoare de ucraineană (99,88%), existând în minoritate și vorbitori de alte limbi.